# 大不列颠社会党
大不列颠社会党（英語：Socialist Party of Great Britain，缩写为SPGB）是英国现存第二古老的政党，仅次于保守党。该党成立于1904年，奉行不可能主义，创立了国际政党组织世界社会主义运动。该党反對發動暴力革命，不僅僅因為它認為通過暴力革命建立的政權只能夠以暴力來維持統治，也是因為它認為在資本主義在世界各地盛行的今時今日發動暴力革命只會以失敗告終。該黨主张通过选举来实现革命目标和反对改良主义。该党是其中一個最早使用国家资本主义這一術語来描述苏联所奉行的意識型態的政黨之一。

## 歷史

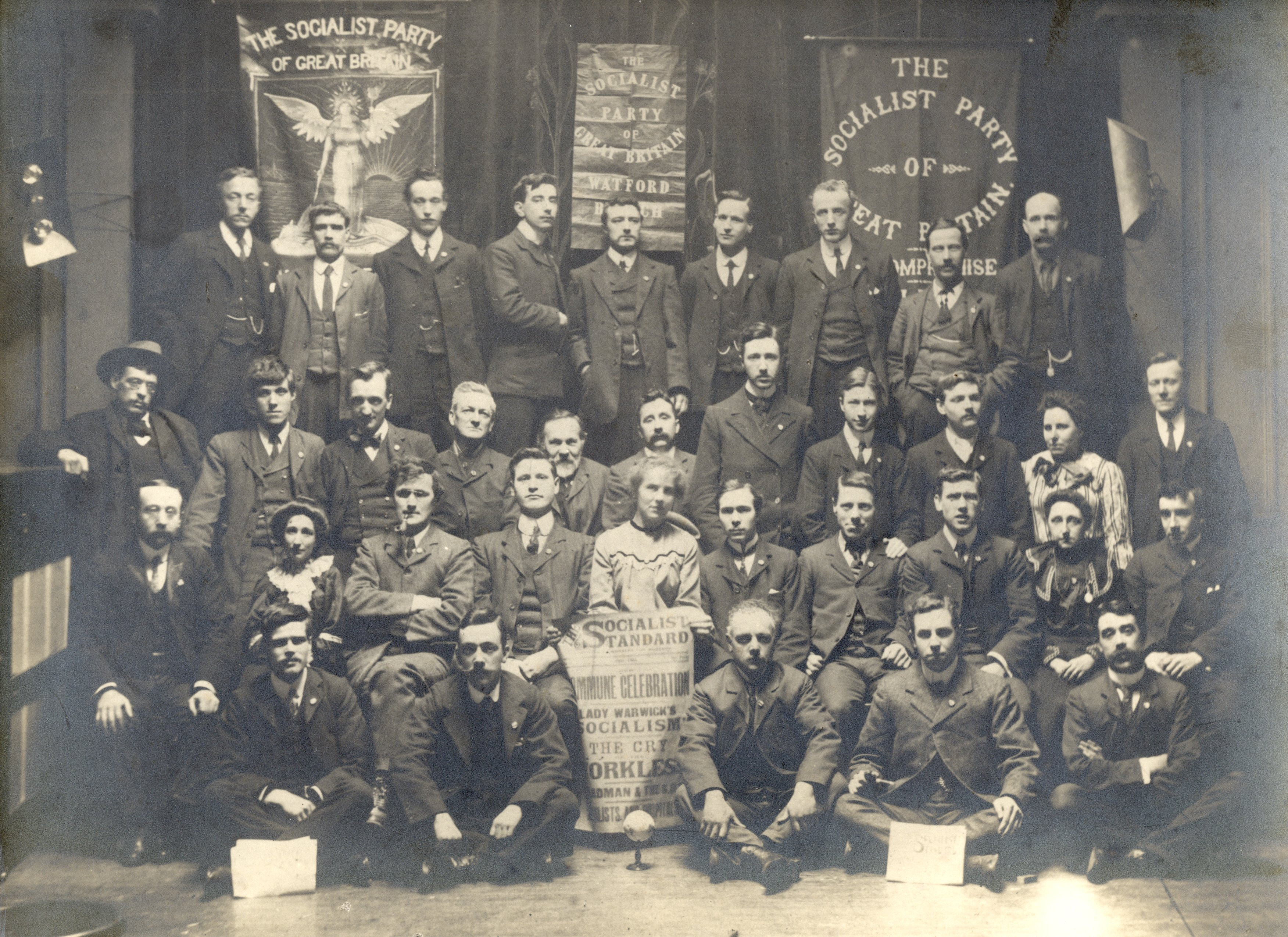
1905年大不列颠社会党会议

### 早期
受到加拿大社会主义运动中不可能主义的启发，以及随着H.M海因德曼带领部分成员脱离英国社会民主联盟（SDF），大不列颠社会党由此成立。
大不列颠社会党于1904年6月12日正式成立，是英国现存的第二古老社会主义政党。费兹杰罗是大不列颠社会党的创始人之一，同时也是骨干成员，他曾是英国社会民主联盟的一员，因为宣扬马克思主义经济理论而被驱逐出联盟。
时至今日，当前的首要目标依然和当时创始人达成的目标一致。这个目标即：从全社会的利益出发，以生产资料的共同占有、生产和分配财富的手段和工具的民主控制为基础，建立一个新的社会体系。
在1904年的9月1日，党刊《社会主义标准》创刊，之后每个月新的一期都会陆续更新。这一年，由于对改良主义存在分歧，社会党脱离了第二国际。
早期的宣传册包含了《社会主义和宗教》，威廉·莫里斯《艺术、劳动力与社会主义》的重印本，《从手工业到资本主义》的译本，卡尔·考茨基的《资本主义阶级》和《工人阶级》的内容。有关费兹杰罗反对自由党（《工人阶级是否应该支持自由党？》，1911年）、社会主义劳动党（《戈万工人开放论坛》，1931年）及埃德加·哈德卡斯尔反对联邦（《社会主义是否应该支持联邦？》，1940年）的言论也在其中。
第一次世界大战期间，根据防卫法的第27条和第57条，内政部禁止《社会主义标准》外流。尽管社会党反对包括列宁主义在内的激进意识形态，但《社会主义标准》是英国境内唯一一本刊登了1915年布尔什维克要求停战的报道的出版物。自成立以来，社会党一直反对开战。
在1937年，威廉·柏德金向新西兰议会宣称，《社会主义标准》是大英帝国社会主义阶级内最优秀、最具权威的著作。

### 戰後時期
二战期间，作为目的明确的反对派，很多党员都尽量避免响应战时征兵的号召，但《社会主义标准》中有关反对开战的内容无可避免被大量删减。到了1945年，大不列颠社会党对克里夫·格罗夫斯参选的第一届大选提出了质疑，二战结束不久后，社会党把总部迁移到克拉珀姆高街，也就是现在总部的所在地。社会党从不进行改革运动，并一直贯彻严格的社会主义宣言精神，致力于寻求强化政府机关的选举方法。
上世纪50年代，大不列颠社会党为党员之间的辩论出版了论坛日志，而这也最终导致了党内主要发言人托尼·特纳的离开。
1969年，大不列颠社会党发布了多语种的《世界社会主义1969》单本。
1975年，一位党员发布了非官方的社会党党史（《纪念碑》，罗伯特·巴尔特罗普）。同年埃德加·哈德卡斯尔和保守派前座议员基思·约瑟夫展开了讨论，在1980年《社会主义标准》还对劳动党前座议员彭东尼进行了采访。
1991年，曾经隶属于早已解散的伦敦分部的部分资深骨干成员，退出了社会党，这其中就包括了埃德加·哈德卡斯尔。其中的大多数成员建立了科学社会主义，并出版同名的季刊。
2004年，大不列颠社会党出版了书籍《无懈可击的社会主义》（Socialism or Your Money Back），摘录了《社会主义标准》创刊以来的文章。《社会主义标准》04年6月刊是纪念建党100周年的百年刊，这一期对党史进行了详细的阐述。
2014年，大不列颠社会党对欧洲议会选举提出了质疑，并在BBC频道首次亮相。社会党的候选人在2015年参加了竞选演说，与杰里米·科尔宾进行了辩论。2016年有报道说，伯尼·桑德斯也是《社会主义标准》的订阅者之一。

## 意識型態
該黨被認為奉行議會社會主義，其認為只要絶大多數人同意構建社會主義社會，便能夠通過議會完全消除國家並立即過渡到社會主義階段。
該黨反對參與任何一場戰爭，其聲稱這些戰爭都是為資產階級獲取利益一事而被發動的。
該黨認為法西斯主義不是資本主義的最後避難所，也不是對工人階級的特殊威脅，而是一種特殊的改革運動，該黨也不認為反法西斯戰爭有助實現社會主義，更認為如果工人階級擁護法西斯主義，那麼法西斯主義就會獲勝，故此它拒絶加入反法西斯主義陣線。
該黨聲稱自身沒有領導人，而且反對列寧主義、史達林主義及托洛茨基主義等等，也反對先鋒隊論及過渡期論等等，它聲稱社會主義社會將會是民主的且不受領導的，它亦聲稱自身所擁護的意識型態與左翼共產主義及無政府主義不完全相同，並且聲稱蘇聯、中國及古巴等所謂的社會主義國家實際上都是國家資本主義國家，這一説法部份地影響了許多托洛茨基主義者對於蘇聯的看法。
該黨聲稱共產主義是社會主義在經濟方面上的特徵，而不是像史達林主義者那樣將社會主義解釋為資本主義與共產主義之間的過渡階段，後來正統共產主義者把它稱為發達社會主義。值得注意的是 古典馬克思主義者及列寧主義者也認為社會主義社會和共產主義社會在本質上是相同的，他們稱資本主義社會與共產主義社會之間的過渡階段為無產階級專政，現今的馬克思列寧毛主義者大多亦持有類似的觀點。

## 辯論
該黨有着舉行辯論會的傳統，自1905年起，該黨的成員每年都會與來自不同組織、擁護不同的意識型態的人進行公開辯論。

## 抨擊
很多抨擊者諷稱該黨為“西蒙·普雷的正宗品牌”或“好孩子小派對”。
一些意見認為該黨的行事方式是無效的，該黨認為僅僅透過宣傳便能夠使人們接受社會主義並促使他們構建社會主義社會 而忽視了物質條件等重要因素，而且其沒有提出具體的方案，沒有解釋在面對複雜的問題時如何在沒有領導人或國家的情況解決這些問題，又認為透過使大多數人控制議會便能夠馬上實現社會主義，卻沒有意識到在實現社會主義之前需要先克服很多困難，而且單純以宣傳的方式使社會主義在世界範圍內成為絶大多數人所奉信的意識型態並使社會主義革命同時在世界各地爆發且獲得成功幾乎是不可能的事，原因是宣傳反社會主義的媒體現今仍然十分常見，而且反對社會主義的國家會致力於壓制社會主義傳播，該黨也認為應該在任何時候都完全堅守民主的原則，但事實上在剛剛過渡到社會主義階段的時期，資本主義復辟仍然有可能會發生，哪怕只是一小股資本主義勢力，也足以擾亂整個社會，尤其是在社會主義在世界上的局部範圍內獲勝的這種情況下，強大的反社會主義勢力將會包圍並抑制社會主義勢力擴張，在這個時候如果不以專制的方式防止資本主義復辟發生，便可能會危害到社會主義制度，總括來説，該黨的很多觀點都是幼稚的和片面的，而且它除了宣傳自身的理念之外，根本沒有甚麼作為，也沒有提出理想社會的藍圖，因此它缺乏明確的方向。
該黨對宗教的批判只集中在西方基督敎身上而忽略了其他宗教，而且其對宗教的分析流於表面，忽視了很多基督敎徒都認可解放神學理論並致力於發動革命和基督教聖典《聖經》所記載的一些教誨與馬克思主義思想有相通之處這些事實。
該黨的立場與很多共產無政府主義組織的立場相似，它們完全反對由國家來控制生產程序，並且聲稱這是國家資本主義制度而非真正的社會主義制度，在共產無政府主義者看來，蘇俄所奉行的意識型態是國有共產主義，它實際上是國家資本主義，與科學共產主義完全不同。然而，擁護奧地利馬克思主義的著名經濟學家鲁道夫·希法亭部長則聲稱蘇聯既不是資本主義國家，也不是社會主義國家，而是極權主義國家，鲁道夫聲稱資本主義的特徵是資本積累，資本家生產產品以獲取利潤這一行為只是為了生產更多產品以獲取更多利潤，不斷重複這個過程，但國有社會主義國家積累的是生產資料及產品，而這不等同於資本積累，因此蘇聯積累消費品這一行為不足以證明它是資本主義國家。另一方面，一些認可毛澤東主義及托洛茨基主義部份觀點的馬克思列寧主義者認為蘇聯是由官僚所控制的，雖然官僚不是資產階級人士，但是他們仍然運用了資本家式生產方式，他們亦指出人們無法在革命結束後馬上構建共產主義社會，而是必須先奉行國家壟斷資本主義以消除稀缺性，才能夠創造實現共產主義的條件，因此在革命結束後開展的過渡時期，社會仍會帶有資本主義生產方式的特徵，但在工人階級以民主的方式控制下的國家最後將會成功去除這些特徵並使社會主義生產方式出現，蘇俄原本追求達成這個目標，但後來約瑟夫·史達林上台後實行極權制度，導致蘇聯在奉行壟斷國家資本主義的情況不斷進行資本積累活動且無視工人的利益，奉行霍查主義的阿爾巴尼亞社會主義人民共和國及奉行金日成主義的朝鮮人民民主主義共和國等許多所謂的社会主义国家也是如此，這些馬克思列寧主義者稱它為官僚国家资本主义，他們批駁了蘇聯所運用的生產方式是全新的生產方式這一説法，並且指出蘇聯把它獲得的利潤用於投資用途以進行再生產。